# Eugenio J. Gómez
Eugenio José Gómez Parra, más conocido como Eugenio J. Gómez (El Socorro (Santander), 6 de septiembre de 1878 - 1957), fue un Doctor en Filosofía y Ciencias Políticas de la Universidad Republicana e Ingeniero Civil egresado de la Facultad de Ingeniería de la Universidad Nacional de Colombia nacido en El Socorro (Santander).

## Vida pública

### Académica
Fue cofundador en 1890 con Manuel Antonio Rueda, Antonio José Iregüi y Luis Antonio Robles de la «Universidad Republicana», de la cual terminó siendo su propietario; sin embargo, en 1910 la Universidad Republicana sufrió graves tropiezos económicos, por lo cual propusieron transformar la corporación en una compañía anónima de capital limitado teniendo como aporte principal la Universidad Republicana.
La idea se materializó el 3 de abril de 1912 cuando Eugenio J. Gómez, como miembro del Consejo Directivo, suscribió con Tomás O. Eastman, Diego Mendoza (miembro del Consejo Directivo), Francisco J Fernández (miembro del Consejo Directivo), Juan David Herrera, Hipólito Machado, Liborio D Cantillo, Simón Chaux, Joaquín M Monroy, Luis Vargas R, Clímaco Calderón (Rector Gerente), José Manuel Vásquez, Martín Camacho (miembro del Consejo Directivo), Felipe Camacho (Tesorero) y Felipe Zapata (miembro del Consejo Directivo) la Escritura Pública Número 332 otorgada en la Notaría Tercera del Círculo de Bogotá con la cual se constituyó (con un capital de $100.000,00 representados en 2.000 acciones nominales de $50,00 cada una) una compañía anónima de capital limitado (que sustituía la corporación) manteniendo la denominación de Universidad Republicana, de la cual fue designado su Rector.

### Gremial
Fue elegido Presidente de la Sociedad Colombiana de Ingenieros en 1932. Fue reelegido para 1933, 1934 y 1937.

## Escritos
- De 1863 a 1945. Bogotá: Ed. Antena, [1900?]
- Informe del Administrador Principal de las Salinas de Cundinamarca, en el año de 1912. Bogotá: Imprenta y Litografía de J. Casís, 1913.
- La reforma constitucional de 1935 a la luz de la filosofía positiva. Bogotá: Tipografía Colón, 1936.
- Problemas colombianos: la unidad política. Bogotá: Mundo al día, 1941
- Sociología e historia. Bogotá: Ed. Santafé, 1942.
- Comunismo, socialismo, liberalismo. Bogotá: Tipografía Colón, 1942.
- Ficciones de nuestra democracia. Bogotá: Prensa de la Univ. Nal., 1947.
- Ideas económicas y fiscales de Colombia. Bogotá: Editorial Santafé, 1949.
- Diccionario geográfico de Colombia. Bogotá: Impr. del Banco de la República, 1953.